# Solid Edge
Solid Edge je 3D CAD software primárně určený pro návrh strojírenských konstrukcí.
Je postaven na jádru Parasolid.
Konkurenčními aplikacemi jsou např. Autodesk Inventor, SolidWorks nebo Pro/ENGINEER.
Od září 2006 výrobce nabízí také bezplatnou 2D verzi s názvem Solid Edge 2D Drafting.